# Vila Marie Wünschové
Vila Marie Wünschové je rodinný dům z roku 1909 zbudovaný na Střelecké ulici v Hradci Králové. V této oblasti vznikala na počátku 20. století zcela nová vilová čtvrť, v níž byly zbudovány například také vila Václava Píši, vila Václava Charváta nebo vila Karla Jandy.

## Historie
Investorkou stavby byla Marie Wünschová, manželka varhaníka Josefa Adela Wünsche a švagrová skladatele Jana Nepomuka Wünsche.
Výstavba probíhala od července do listopadu 1909. Architektem a stavitelem vily byl Jaroslav Pažout, jehož dílem je též hradecká vila Anička.

## Architektura
Jedná se o přízemní, kompletně podsklepený rodinný dům. Stavba kombinuje prvky novobarokní (např. prohnutá mansardová střecha), secesní (ornament) a prvky napodobující lidové stavitelství (např. štukové nápodoby okenic). Součástí architektonického návrhu bylo také oplocení domu – zděné sloupky a mezi nimi kovaná pole.